# Варшавски договор (1920)
Варшавски договор (на полски Umowa warszawska) е таен международен договор между Втората полска република и Украинската народна република, сключен през 1920 г. във Варшава по време на полско-съветската война.

Според този договор полското правителство признава съществуването на Украинската народна република и се отказва от претенциите си към земите, достигащи границите на Полша през 1772 г. Правителството на Украинската народна република признава полско-украинската граница при р. Збруч, пресичаща Волиния на изток от Здолбунов (оставяйки Ровно и Кременец в територията на Полша) и по-нататък на север до р. Припят. За Украйна това означава, че се отказва от териториите, разположени на запад от определената в договора гранична линия. И двете страни се задължават да не подписват международни договори, с които да накърняват интересите си една на друга, и да гарантират правата на украинското население в Полша и на полското население в Украйна. От полска страна договорът е подписан от ръководещия министерството на външните работи Ян Домбски, от украинска страна от ръководещия Министерството на външните работи Андрей Левицки, който предвожда делегацията на Украинската народна република по време на разговорите с Полша, водени от есента на 1919 г. 

Съставна част на договора е военното споразумение от 24 април 1920 г., подписано от украинския генерал Володимир Синклер, от най-близкия сътрудник на Юзеф Пилсудски – Валери Славек, и от Вацлав Йенджейевич (в ролята им на пълномощници на главнокомандващия). Споразумението слага началото на военното сътрудничество между двете страни в борбата им срещу болшевишките войски на територията на Украйна. Договорът от 21 април влиза в сила от момента на неговото подписване (чл. 9), договорът от 24 април влиза в сила едновременно с първия (чл. 1). И двата договора са тайни, с изключение на публикувания в Монитор полски акт за държавно признаване на Украинската народна република и на Дирекцията на Симон Петлюра като правителство на Украйна. И двата документа са съставени и на полски и на украински език, със забележката, че в случай на колебания за автентичен ще бъде признаван полският текст.

На 12 октомври 1920 г. в Рига полската делегация подписва примирие в полско-болшевишката война, признавайки като страна не само Руска съветска федеративна социалистическа република, а и Украинската съветска социалистическа република, което означава отмяна на дипломатическото признаване на Украинската народна република. Рижкият договор, сключен на 18 март 1921 г. потвърждава признаването на Украинската съветска социалистическа република като украинска държава, мълчаливо анулирайки по този начин постановленията на варшавския договор.

Участието на украински войници в полско-съветската война е увековечено в акцията на харцерите (скаутите) „Пламъкът на братството“ край гробниците на войските на Украинската народна република, намиращи се на полска територия.